# Osmia pachyceps
Osmia pachyceps är en biart som beskrevs av Heinrich Friese 1922. Osmia pachyceps ingår i släktet murarbin, och familjen buksamlarbin. Inga underarter finns listade i Catalogue of Life.